# Microfilamento

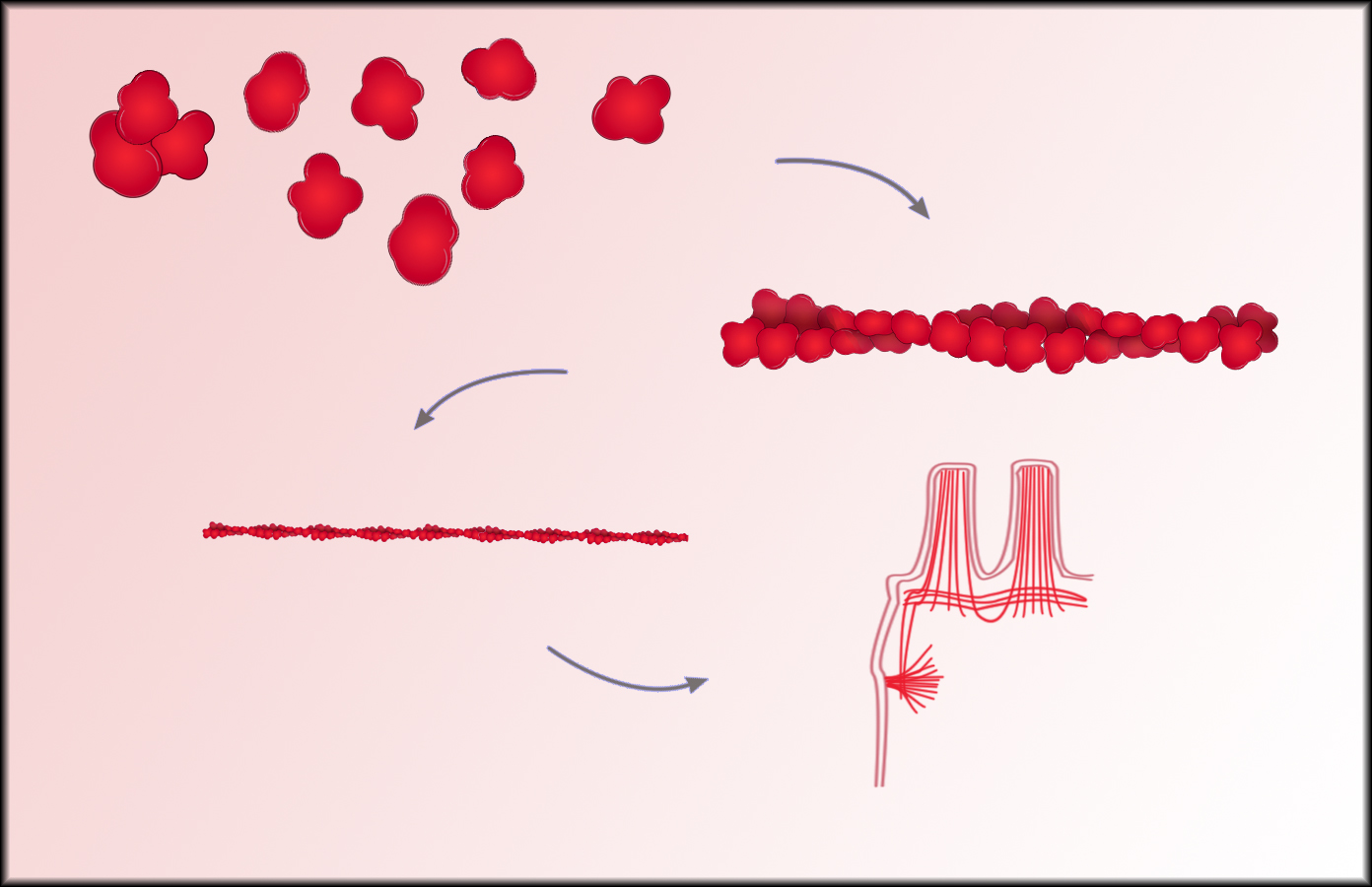
Polimerizzazione dei microfilamenti

I microfilamenti sono strutture intracellulari costituite da una classe di proteine chiamate actine. Sono complessi rigidi, sia stabili che labili, polari, formati da monomeri allineati in filamenti elicoidali con un diametro apparente di circa 6-9 nm.
I microfilamenti costituiscono assieme ai microtubuli e ai filamenti intermedi il citoscheletro.
La loro funzione principale è la motilità (mitosi, locomozione, contrazione), ma hanno anche un ruolo in strutture stabili cellulari e nell'interazione e stabilizzazione intercellulare.

## Storia
I microfilamenti vennero scoperti attraverso una vastissima serie di esperimenti riguardanti i muscoli, e più precisamente la contrazione muscolare. Questa serie di esperimenti partì nel 1864 quando il fisiologo tedesco Wilhelm Kühne estrasse da una fibra muscolare e descrisse una proteina viscosa birifrangente che chiamò miosina. Nel 1941 Albert Szent-Györgyi, trattando con diverse concentrazioni e tempistiche le miofibre, estrasse due tipologie di fibrille diverse, una a bassa viscosità e non reattive all'ATP, che chiamò miosina A, ed una ad alta viscosità e reattiva all'ATP, che chiamò miosina B; l'anno successivo spiegò la differente reazione con la presenza nella miosina B di un'altra proteina, cioè l'actina: i filamenti A quindi continuarono a mantenere il nome di miosina, mentre rinominarono la miosina B Actimiosina. Nel 1943 Brunó Ferenc Straub, al tempo assistente di Szent-Györgyi, estrasse la proteina responsabile della maggior viscosità e la chiamò actina; dimostrò inoltre che era presente in due isoforme, globulare (actina G) e fibrillare (actina F).
Durante gli anni '60 fu dimostrata la presenza di actina G in cellule non muscolari, per la quale venne ipotizzata una correlazione con i filamenti intermedi, ma l'ipotesi venne confutata tramite microscopia elettronica; fu notato però che i fibroblasti presentavano un sottile reticolato per i movimenti ameboidi. Un altro studio condotto da Thomas Schroeder dimostrò tra il 1972 e il 1973 la presenza di filamenti con presenza di actina nell'anello contrattile. Nel 1974 Lazarides e Weber riuscirono a visualizzare la conformazione dell'actina in strutture fibrillari (le fibre da stress), tramite metodi di immunofluorescenza indiretta, in fibroblasti di topo.
Durante gli anni ottanta, diversi studi condotti da vari scienziati, fra cui J.P. Heath, G.A. Dunn e A. Horwitz, dimostrono la correlazione dei microfilamenti con diverse proteine e con la matrice extracellulare.

## Struttura

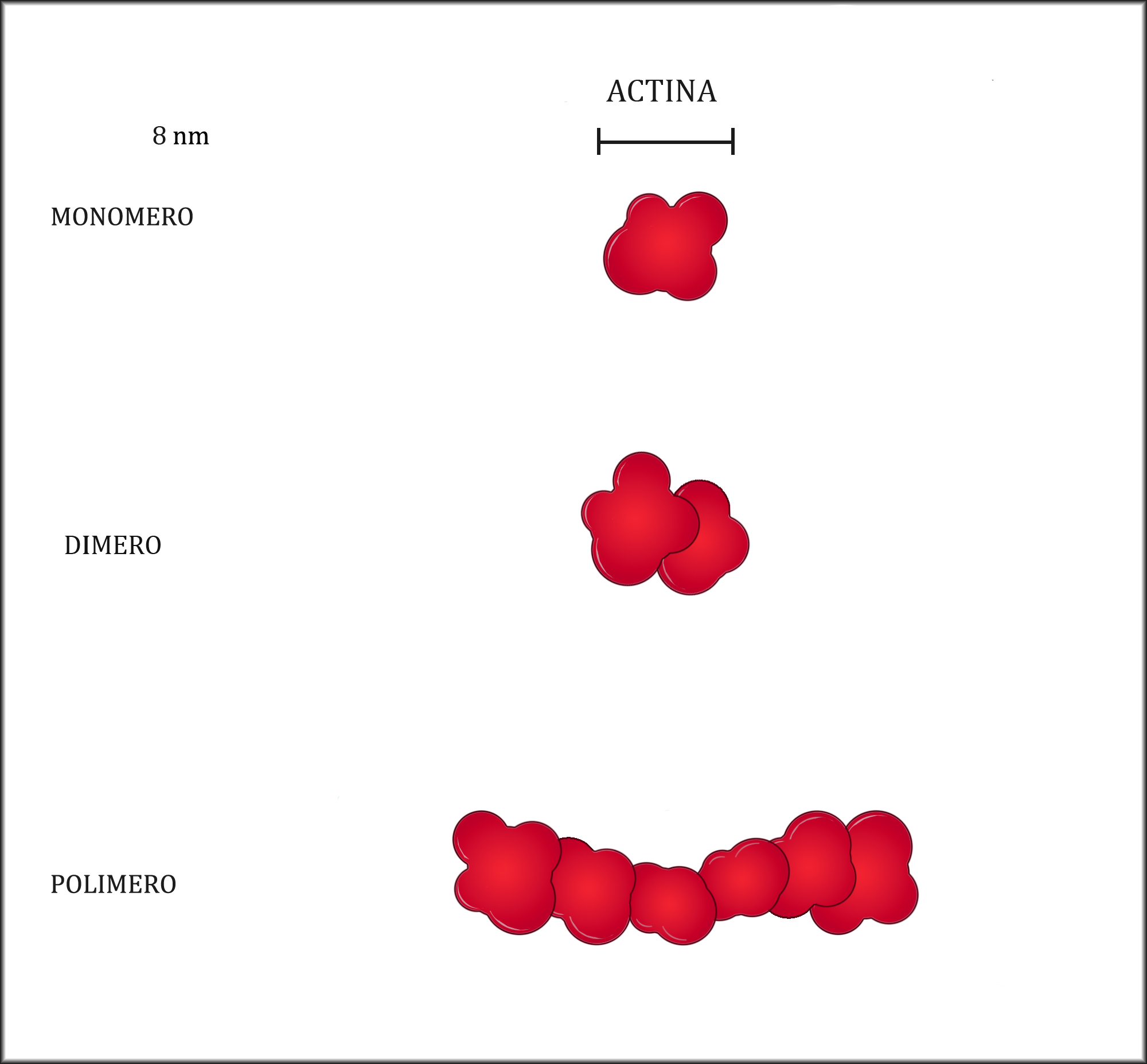
Monomero, dimero e polimero di actina

I microfilamenti sono costituiti da monomeri polipeptidici globulari, di diametro medio di 7 nm e 43.000 Da di peso molecolare.
I fasci di actina costituenti i microfilamenti sono formati da actina "f", filamentosa e ad ogni componente monomerica di questa catena è legata una molecola di ADP.
Quando si ha la polimerizzazione di questa catena, si ha quindi una idrolisi dell'ATP, che però non è necessaria alla stessa.
I microfilamenti di actina sono formati da due catene di actina "f" intrecciati fra loro; questi si avvolgono ogni 36 nanometri e hanno spessore max di 7 nanometri.
I microfilamenti di actina inoltre, non esistono come unità singole, ma sono sempre organizzati in fasci o reti.
Essi sono molto importanti, in quanto possono aiutare la cellula a cambiare forma, aggiungendo subunità o togliendone.
Essi sono anche molto importanti per le cellule muscolari in quanto essi interagiscono con altri tipi di filamenti per far contrarre la cellula. Per quanto riguarda i flussi citoplasmatici, strutture citoplasmatiche varie fluiscono in modo unidirezionale da una parte all'altra. Nel movimento ameboide si ha spostamento dell'intera cellula. Per quanto riguarda la contrazione cellulare, le strutture che scivolano lungo i microfilamenti concorrono ad accorciare o costringere segmenti cellulari o l'intera cellula (es. contrazione muscolare)

### Polimerizzazione
Il meccanismo di polimerizzazione dei filamenti di actina può essere suddiviso in tre fasi: una prima fase di formazione del centro di nucleazione, in cui i primi monomeri di actina si attivano e si assemblano a dare il microfilamento; una seconda fase di crescita esponenziale in cui la velocità di allungamento del filamento è rapida; e infine una terza fase di "steady state" in cui la velocità di associazione di nuovi monomeri al polo positivo uguaglia quella di disassemblamento al polo negativo. In questa fase è possibile descrivere il meccanismo di "treadmilling", in cui i monomeri di actina vengono aggiunti al polo positivo di crescita, e, seguendo un flusso di movimento unidirezionale, percorrono tutta l'estensione del filamento, arrivando al polo negativo dove si dissoceranno, ritornando nel pool citosolico.

## Proteine associate
V'è una serie di proteine associate ai microfilamenti che regolano la polimerizzazione, le interazioni e la stabilità delle strutture actiniche; vengono chiamate ABP (Actine Binding Proteins).